# Ђеоађу де Сус (Алба)
Ђеоађу де Сус (рум. Geoagiu de Sus) насеље је у Румунији у округу Алба у општини Стремц. Општина се налази на надморској висини од 328 m.

## Историја
Према државном шематизму православног клира Угарске 1846. године у месту Felgyogy sub Alpesd живело је 270 породица. Православни пароси су били поп Ћирил Поповић и поп Никола Репеде.

## Становништво
Према подацима из 2002. године у насељу је живело 792 становника, од којих су сви румунске националности.